# Pednelissos
Pednelissos (griechisch Πεδνηλισσός; auch Petnelissos) war eine antike Stadt in der kleinasiatischen Landschaft Pisidien in der heutigen südwestlichen Türkei. Die Ruinen der Stadt werden beim heutigen Kozan (Ortschaft der Gemeinde Serik) lokalisiert, ungefähr 75 km nordöstlich von Antalya.
In den historischen Quellen wird erwähnt, dass Pednelissos um 218 v. Chr. von den Selgern belagert wurde. Aus dem 2. und 3. Jahrhundert n. Chr. gibt es von der Stadt geprägte Münzen. In der Spätantike war die Stadt Bischofssitz; das Bistum besteht als Titularbistum Petnelissus (zeitweilig Pednelissus) der römisch-katholischen Kirche fort.
Die Stadt bei Kozan lag auf dem westlichen Abhang eines Ausläufers des Taurusgebirges. Von ihr sind umfangreiche Reste erhalten, darunter große Teile der hellenistischen Stadtmauer mit Tortürmen, die auf umfangreichen Substruktionen errichtete Agora mit Säulenhallen und einer frühchristlichen Basilika, ein Tempel und Thermen sowie weitere Kirchen. Außerhalb der Stadtmauer lagen ein Apollon-Heiligtum und zwei Nekropolen. Etwa zwanzig Inschriften wurden dort gefunden, von denen allerdings keine den Namen der Stadt nennt.
Pednelissos wird seit 2001 in einem Survey-Projekt unter Leitung von Hartwin Brandt erforscht.